# Yanghe (häradshuvudort i Kina, Ningxia Huizu Zizhiqu, lat 38,28, long 106,25)
Yanghe (kinesiska: 杨和, 永宁县) är en häradshuvudort i Kina. Den ligger i den autonoma regionen Ningxia, i den nordvästra delen av landet, omkring 21 kilometer söder om regionhuvudstaden Yinchuan. Antalet invånare är 218 260. Befolkningen består av 105 383 kvinnor och 112 877 män. Barn under 15 år utgör 19,0 %, vuxna 15-64 år 74 %, och äldre över 65 år 5,0 %.
Runt Yanghe är det ganska tätbefolkat, med 160 invånare per kvadratkilometer. Det finns inga andra samhällen i närheten. Trakten runt Yanghe består till största delen av jordbruksmark.
Genomsnittlig årsnederbörd är 307 millimeter. Den regnigaste månaden är juli, med i genomsnitt 80 mm nederbörd, och den torraste är december, med 1 mm nederbörd.